# SMS Aspern
SMS Aspern – austro-węgierski krążownik pancernopokładowy z końca XIX wieku. Druga jednostka typu Zenta. Przetrwał I wojnę światową. W 1918 roku rozbrojony. Zacumowany w Poli pełnił rolę pływających koszar. Przekazany Wielkiej Brytanii jako część austro-węgierskich reparacji wojennych. W 1920 roku sprzedany włoskiej stoczni złomowej.